# 第二の機会
『第二の機会』（だいにのきかい、Second Chance）は、ルドルフ・マテ監督による1953年公開のテクニカラー・クライム映画である。この映画は3D映画としてメキシコで撮影された。出演はロバート・ミッチャム、リンダ・ダーネル、ジャック・パランスらである。この映画はRKOが製作した初の3D映画として知られている。 

## キャスト
- ロバート・ミッチャム
- ジャック・パランス（声：城所英夫）
- リンダ・ダーネル